# Molophilus (Molophilus) spinulosus
Molophilus (Molophilus) spinulosus is een tweevleugelige uit de familie steltmuggen (Limoniidae). De soort komt voor in het Neotropisch gebied.